# Kolp (Film)
Kolp ist ein deutscher Independentfilm aus dem Jahr 1984 von Roland Suso Richter. In dem Filmdrama über die Nachkriegszeit nach dem Zweiten Weltkrieg in Deutschland spielen Katja Flint, Heiner Lauterbach und Ottfried Fischer ihre ersten großen Filmrollen.

## Handlung
1947 im odenwäldischen Dorf Lützbach: In der Nachkriegszeit wird der schwarze US-Leutnant Jack im Haus der Familie Kolp einquartiert. Da Vater Kolp Arzt ist, geht es der Familie relativ gut. Während der Vater den Militärpolizisten als Besatzer verachtet und nur widerwillig duldet, sieht Sohn Hans ihn als Vorbild und schließt eine Freundschaft mit ihm. Der 18-jährige Gymnasiast lernt von ihm Englisch, darf seinen Militär-Jeep bei Ausflügen in den Wald steuern und geht mit ihm auf die Jagd – was für ihn strengstens verboten, aber den US-Soldaten erlaubt ist. Als Jack in die Heimat zurückbeordert wird, hinterlässt er Hans einen Revolver und seine Uniform.
Sein Schulfreund Ekke, der Schwarzhandel mit amerikanischen Zigaretten betreibt, „organisiert“ ihm einen Jeep der US-Army. Mit Hilfe des gestohlenen Jeeps und der Uniform ist seine Verkleidung als Militärpolizist perfekt. So kann er nicht nur deutsche Polizisten, sondern auch Wachen der US-Army täuschen. Hans gründet mit Mitschülern eine Bande, die neben Zigaretten und Whisky auch Jeeps und Waffen stiehlt, um sie auf dem Schwarzmarkt einzutauschen. Aufgrund der Diebstähle von Waffen und Militärfahrzeugen vermutet das US-Militär nun hinter der Schwarzmarktbande eine nationalistische Widerstandsbewegung und ist ihnen auf der Spur.
Karl, ein Deutscher, der als ziviler Angestellter bei den Amerikanern arbeitet, bietet der Bande ein Geschäft an. Sie sollen einen LKW stehlen und würden dafür anstatt Tauschwaren, Geld bekommen. Nach dem ersten erfolgreichen Geschäft fordert Karl Hans dazu auf, weiterzumachen. Doch die Bande hat sich zwischenzeitlich aufgelöst. Die Währungsreform 1948 bedeutete auch das Ende des Schwarzmarktes und die Schüler wollen nun mit ehrlicher Arbeit Geld verdienen. Hans ist jedoch bereit für Karl weiterhin LKWs zu stehlen. Nach seinem letzten Auftrag will sich Hans mit seiner neuen Liebe Hilde nach Westen in französisch besetztes Gebiet absetzen. Doch das US-Militär hat auf seinem Fluchtweg bereits eine Straßensperre errichtet. Als das Paar an der Straßensperre ankommt und es keinen Fluchtweg gibt, erschießt Hans seine Freundin und danach sich selbst.

## Hintergrund
Der Film basiert auf Erzählungen, die sich in der Nachkriegszeit in Wald-Michelbach zugetragen haben sollen. Der junge Schauspieler Frank Röth schrieb das Drehbuch mit der Vorstellung, es Produzenten anzubieten und selbst darin die Hauptrolle spielen zu können. Nachdem niemand sein Drehbuch hatte kaufen wollen und er erkannt hatte, dass er als Drehbuchautor kein Mitspracherecht für die Besetzung der Schauspieler haben würde, entschied er sich, den Film eigenständig zu produzieren. Als auch alle Anträge auf Filmförderung für sein Projekt abgelehnt wurden, nahm Röth einen privaten Bankkredit über 200.000 Deutsche Mark auf, für den sein Großvater Josef Lauinger mit einer Hypothek auf sein Haus bürgte. Die am Film beteiligten Schauspieler und Mitarbeiter bekamen keine Gage ausbezahlt, sondern die Zusicherung eines Gewinnanteils, wenn der Film zukünftig Geld einspielt. Die Dreharbeiten fanden im August und September 1983 in Weinheim und Umgebung statt.
Der Arbeitsausschuss der FSK als erste Instanz gab den Film mit einer Mehrheit von drei zu zwei erst ab sechzehn Jahren frei, weil er „kriminelle Handlungen sympathisierend“ darstelle und deshalb „auffordernd“ wirke. Die Filmfirma ging mit dem Argument der Minderheit in Berufung, die Situation der Nachkriegszeit wirke als deutliches Distanzierungsmerkmal und forderte die Freigabe ab zwölf Jahren. Der Jugendschutzsachverständige des Arbeitsausschusses, ein Beamter des Landesjugendamtes Nordrhein-Westfalen, begründete daraufhin gegenüber dem entscheidenden Hauptausschuss ausführlich seine ablehnende Haltung: Hans Kolp werde sympathisch dargestellt, weshalb seine Aktivitäten Aufforderungscharakter für gleichaltrige Jugendliche hätten. Hierzu listete er die im Film gezeigten Verbrechen auf. In der Verhandlung des Hauptausschusses zeigten sich alle acht Mitglieder von dieser Auffassung überzeugt und gaben Kolp einstimmig erst ab 16 Jahren frei. Dieses Urteil fiel in eine Zeit, in der in der deutschen Gesellschaft ausführlich über den negativen Einfluss von Gewaltvideos auf Jugendliche diskutiert wurde.
Seine Uraufführung hatte der Film im Rahmen des Filmfest München 1984.

## Kritiken
„Erstlingsspielfilm mit einigen dramaturgischen Schwächen, ansonsten aber bemerkenswert professionell und mit viel Gespür für Atmosphäre, Figurenpsychologie und ironische Pointierungen inszeniert.“

„Kolp kommt schnell zur Sache, ist frei von dekorativen Schnörkeln und verzichtet auf Erklärungen und Belehrungen. […] Man spürt nach wenigen Filmminuten: Kolp ist das Werk von Leuten, die das Kino lieben.“

„„Kolp“ – das ist die Sehnsucht nach dem Heimatfilm und einer besseren Republik. Schon nach 1945, als Blut und Boden beseitigt waren, gab es diese Sehnsucht. Man hat den „Förster vom Silberwald“ immer nur belächelt und hätte doch besser bedacht, daß alle diese Schnulzen zusammen eine Tragödie ergeben: Suche nach Heimat in der neuen Republik. Auf der Suche nach Heimat in der rasch gealterten Republik ist das jugendliche Regieteam von „Kolp“, ein Aussteiger- als Kostümfilm.“

„Schade, daß die Darstellung der Mädchen nicht über das traditionelle Frauenbild hinausgeht. Die sanfte blonde Hilde zum Beispiel, Hans Kolps große Liebe, folgt ihrem Freund willenlos und ergeben bis in den Tod. Ihre vorgeblichen harten Überlebenserfahrungen als Flüchtling finden keinen Niederschlag in Form von Eigeninitiative, von selbständigem Handeln.“

„Ein bisschen muss man sich die Produktion von „Kolp“ wohl ähnlich wie die Geschichte vorstellen, die der Film erzählt. Eine Hand voll junger Hazadeure versucht innerhalb eines Machtvakuums, ihre Träume zu verwirklichen. […] Der naive Charme von „Kolp“ mit seinem Sinn für „Schwarzmarkt, Swing und große Träume“ lässt über allerlei dramaturgische Mängel und allzu brave Szenenauflösungen hinwegsehen.“

## Auszeichnungen
- Auszeichnung mit dem Deutschen Jugendvideopreis 1984
- Semaine de la Critique im Rahmen der Filmfestspiele von Cannes 1985

## Alternative Titel
Der Film kam auch unter den Titeln Kolp – Schwarzmarkt, Swing und große Träume und Kolp – Als Amerikaner darfst du alles in den Verleih.